# Лим Джонхён
Лим Джонхён (кор. 임정현?, 林正鉉?, англ. Lim Jeong-hyun, также известный под онлайн-псевдонимом «funtwo»; род. 5 июля 1984, Сеул, Республика Корея) — корейский гитарист, известный благодаря ремиксу на песню Canon Rock.
Лим записал ремикс на песню Canon Rock в 2005 году и загрузил видео на сайт mule.co.kr. 20 декабря 2005 года пользователь под ником guitar90 перевыложил видео на YouTube под названием guitar. В августе или сентябре 2011 года видео было удалено, а в марте 2016 года восстановлено.
Видео упоминалось на CNN, 20/20, The New York Times, National Public Radio, MBC news, CBC Radio, KBS news, Independent.
Многие зрители предполагали, что видео является подделкой, потому что звук не синхронизирован с видео. Позже Лим заявил в Нью-Йорк Таймс, что звук и видео были записаны разной аппаратурой, и он сопоставил их неточно.

9-го сентября 2008 года Лим Джонхён открыл свой YouTube канал — funtwo. На январь 2017 года канал имеет 38.1 тыс. подписчиков.

## Дискография
- Canon Rock
- Overture 1928
- Summer
- Carol (funtwo is coming to town)
- Mission (Main Theme)
- I’m Alright (Neil Zaza)
- Triptych (Daita of Siam Shade)
- Zenith (Daita)
- Happy Birthday To You
- Bumble
- Mule Jam Project (Remix of Smoke on the Water by Deep Purple)
- Carol 2009
- Enemies
- Let It
- Hands On Me
- When Butterflies Come
- Against the Flow